# Жилкибай Беїсов
Жилкибай Беїсов (каз. Жылқыбай Бейісов; нар. 1925) — начальник зміни збагачувальної фабрики Балхаського гірничо-металургійного комбінату, Карагандинська область, Казахська РСР. Герой Соціалістичної Праці (1960).

## Біографія
Народився 1925 року в сім'ї батрака. У ранньому дитинстві залишився сиротою. Після початку Другої світової війни вступив до Карсакпайської школи фабрично-заводського навчання, після закінчення якої став працювати на Балхаському мідному заводі Балхаського гірничо-металургійного комбінату. Працював флотатором і класифікаторником. У 1951 році навчався на тримісячних курсах у Свердловську.
Закінчив школу робітничої молоді й вечірнє відділення гірничо-металургійного технікуму. Під час трудової діяльності виявив організаторські здібності й призначений змінним майстром. Протягом декількох років зміна Жилкимбая Беїсова щорічно перевиконувала план. У 1960 році за видатні трудові досягнення надано звання Героя Соціалістичної Праці.
Обирався депутатом Карагандинської Ради народних депутатів (1953—1955).
З 1982 року працював майстром виробничого навчання відділу підготовки кадрів Балхаського гірничо-металургійного комбінату.

## Нагороди
- Герой Соціалістичної Праці — указом Президії Верховної Ради СРСР від 28 травня 1960 року
- Орден Леніна
- Орден Дружби народів
- Почесний громадянин міста Балхаш (1993)